# Estação Móstoles Central
Móstoles Central é uma estação da Linha 12 do Metro de Madrid. . 